# Puerto Rondón
Puerto Rondón is een gemeente in het Colombiaanse departement Arauca. De gemeente telt 2656 inwoners (2005).

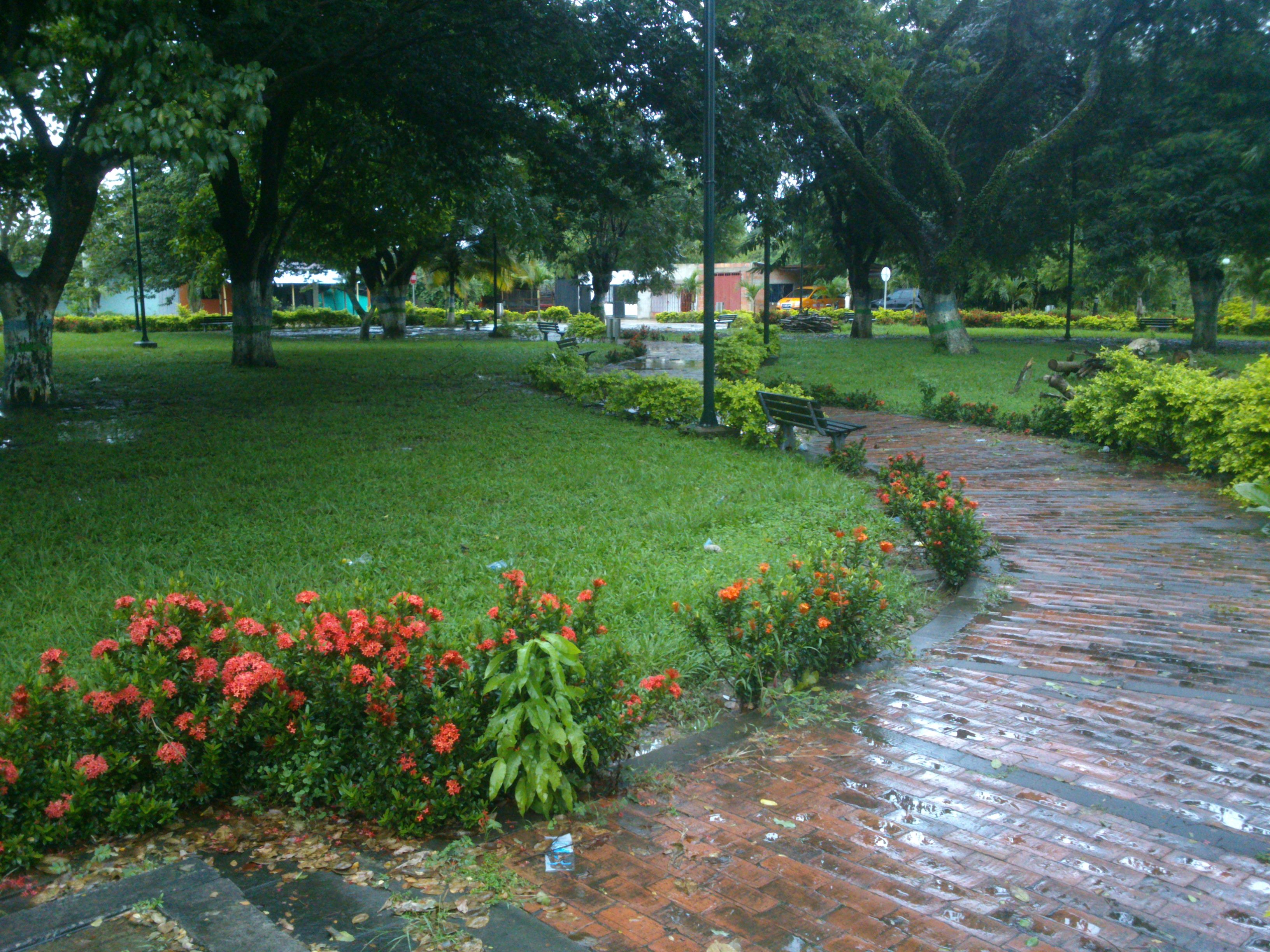
Park in het centrum van Puerto Rondón

Arauca · Arauquita · Cravo Norte · Fortul · Puerto Rondón · Saravena · Tame